# Ibara
Ibara  (japanska: 井原市 ?, Ibara-shi) är en stad i Okayama prefektur i Japan. Staden fick stadsrättigheter 1953.